# Болдин, Валерий Геннадьевич
Валерий Геннадьевич Болдин (12 мая 1946, Старый Самбор, УССР) — музыкант, контрабасист, преподаватель кафедры струнных инструментов НГК имени Глинки (1972), доцент (1991), профессор (1997), изготовитель смычковых инструментов.

## Биография
Родился в Старом Самборе (Украинская ССР) в шахтёрской семье.
В 1969 году окончил Одесскую консерваторию имени А. В. Неждановой (оркестровый факультет), в 1978 году прошёл ассистентуру-стажировку в Государственном музыкально-педагогическом институте имени Гнесиных (класс профессора В. В. Хоменко).
С 1972 года — преподаватель кафедры струнных инструментов в Новосибирской государственной консерватории имени Глинки.

## Деятельность

### Концерты
Устраивает сольные и ансамблевые концерты. Множество музыкальных произведений из контрабасного репертуара было услышано в Новосибирске благодаря Болдину.

### Педагогическая деятельность
Благодаря безупречной интонации, отточенности элементов, свободе игровых движений и исполнительского аппарата музыкальному педагогу удаётся развивать в своих учениках высокий профессионализм. Обучавшиеся у Болдина музыканты работают в оркестрах Новосибирска, в Москве и других городах и странах: в Германии, Австралии, Новой Зеландии, Турции, Израиле.

### Изготовление смычковых инструментов
Помимо концертной и педагогической деятельности изготавливает музыкальные инструменты: скрипки, альты, старинный инструмент виоль д’амур и т. д. Увлечение созданием инструментов у Валерия Болдина появилось в учебные годы:

Во время учебы друг как-то принес мне полностью разбитый инструмент. Он говорит: попробуй! А мне и самому давно уже хотелось взглянуть, что там внутри, как все устроено. И вот с этого все началось. Я инструмент осторожно разобрал, склеил. Ничего хорошего, конечно, не получилось. Но «болезнь» пошла уже дальше.— Вечерний Новосибирск.
За создание скрипки «Терпсихора» он стал лауреатом V Всесоюзного конкурса в Москве (1982). Также становился лауреатом на I международном конкурсе в Болгарии (1983) и VII международном конкурсе в Польше (1984).